# Rhamphobrachium golikovi
Rhamphobrachium golikovi är en ringmaskart som beskrevs av Averincev 1972. Rhamphobrachium golikovi ingår i släktet Rhamphobrachium och familjen Onuphidae. Inga underarter finns listade i Catalogue of Life.